# Сингх, Гоги
Индер (Гоги) Сингх (англ. Inder (Gogi) Singh, 25 февраля 1944, Фаридкот, Британская Индия — 19 августа 2001, Италия) — индийский хоккеист (хоккей на траве), нападающий. Бронзовый призёр летних Олимпийских игр 1968 года.

## Биография
Гоги Сингх родился 25 февраля 1944 года в индийском городе Фаридкот.
Учился в средней школе Балбир в Фаридкоте.
Работал в Индийских железных дорогах, играл в хоккей на траве за их команду.
В 1966 году в составе сборной Индии завоевал золотую медаль хоккейного турнира летних Азиатских игр в Бангкоке.
В 1968 году вошёл в состав сборной Индии по хоккею на траве на Олимпийских играх в Мехико и завоевал бронзовую медаль. Играл на позиции нападающего, провёл 8 матчей, забил 1 мяч в ворота сборной Мексики.
Впоследствии эмигрировал в Италию, где создал хоккейный клуб в небольшом городе Бра на севере страны.
Умер 19 августа 2001 года в Италии от рака.

## Семья
Был женат на итальянке Джанне, которая выступала за женскую сборную Италии по хоккею на траве. Их дочь Ясбир также играла в национальной команде. Также в семье родился сын Джогиндер.